# Casa da Moura
La Casa da Moura (la Maison de la Maure, en français) est un dolmen situé dans le village de Queguas de la commune d'Entrimo, dans la province d'Ourense, en Galice, en Espagne.

## Description
Le dolmen est composé de six orthostates supportant une grande dalle de couverture et d'un couloir à une seule section. Il mesure environ 4 m de long et 2 m de haut.

## Protection
Le dolmen a été déclaré Bien d'intérêt culturel en 2011, sous la cote GA15019009.